# Saint-Bernard (Isère)
Saint-Bernard è un comune francese di 652 abitanti situato nel dipartimento dell'Isère nella regione dell'Alvernia-Rodano-Alpi.
Nel territorio comunale si trova la Tour Percée.

## Società

### Evoluzione demografica
Abitanti censiti